# Shi'an (köping i Kina, Sichuan)
Shi'an (kinesiska: 石安镇, 石安) är en köping i Kina. Den ligger i provinsen Sichuan, i den sydvästra delen av landet, omkring 120 kilometer nordost om provinshuvudstaden Chengdu. Antalet invånare är 16 707. Befolkningen består av 8 059 kvinnor och 8 648 män. Barn under 15 år utgör 13,0 %, vuxna 15-64 år 73 %, och äldre över 65 år 13,0 %.
Genomsnittlig årsnederbörd är 1 308 millimeter. Den regnigaste månaden är juli, med i genomsnitt 331 mm nederbörd, och den torraste är december, med 4 mm nederbörd.